# Mutnofret
Mutnofret, Mutneferet ali  Mutnefert (poslovenjeno Mut je lepa) je bila kraljica iz Osemnajste egipčanske dinastije, druga žena faraona Tutmoza I. in mati faraona Tutmoza II.
Naslova "kraljeva hčerka" in "krajeva sestra" kažeta, da je bila verjetno hčerka Ahmoza I. in sestra Amenhotepa I. in verjetno mati Amenmoza, Vadžmoza in Ramoza, sinov Tutmoza I.
Upodobljena je v templju v Deir el-Bahariju, ki ga je zgradil njen vnuk Tutmoz III., na steli, ki so jo našli v  Ramesseumu, kolosu njenega sina in kipu s posvetilom Tutmoza II., najdenem v Vadžmozovi kapeli. Vse kaže, da je bila med sinovim vladanjem še živa.